# Lyndhurst (Hampshire)
Pour les articles homonymes, voir Lyndhurst.
Lyndhurst est un village anglais situé dans le district de New Forest et le comté de Hampshire.

## Vue d'ensemble
Lyndhurst constitue une attraction touristique populaire, avec de nombreux magasins indépendants, des galeries d'art, cafés, musées, pubs et hôtels. La ville la plus proche est Southampton, à environ neuf miles (9 milles (14,5 km)) au nord-est.
Lyndhurst héberge le conseil de district du Parc national New Forest ce qui lui vaut souvent d'être appelée La Capitale de la New Forest.
La Cour des Verderers siège dans Queens House à Lyndhurst.

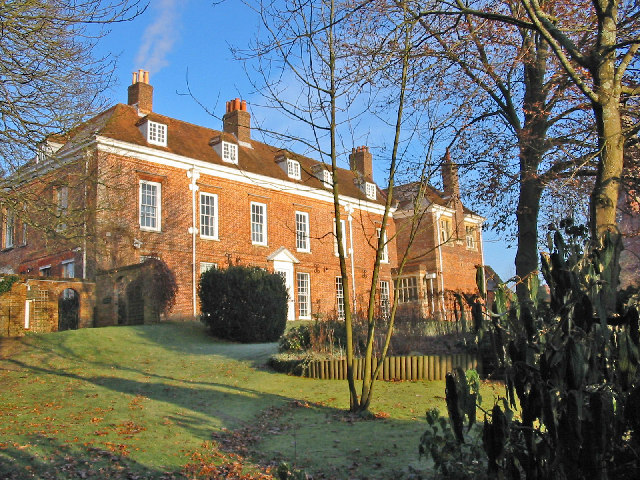
The Queen's House, local administratif.

L'église St. Michael and All Angels a été construite dans les années 1860. Elle contient une fresque de Lord Leighton et des vitraux de Charles Kempe, William Morris, Edward Burne-Jones et d'autres.
Glasshayes House (l’ancien Lyndhurst Park Hotel) est le seul exemple encore existant de l’expérimentation architecturale d'Arthur Conan Doyle.
Les archives folkloriques locales prétendent que Lyndhurst héberge un dragon-tueur et qu'il est hanté par le fantôme de Richard Fitzgeorge de Stacpoole, 1er duc de Stacpoole.

## Toponymie
La première mention de Lyndhurst se trouve dans le Domesday Book de 1086 sous le nom de 'Linhest'.
Lyndhurt dérive du vieil anglais et vient de lind (tilleul) et de  hyrst  (colline boisée).

## Démographie
D'après le recensement de 2011, la population se monte à 3 029 habitants.

## Personnalités
Dans le cimetière se trouve la tombe d'Alice Liddell qui inspira Alice au pays des merveilles à Lewis Carroll.

Aperçus de Lyndhurst
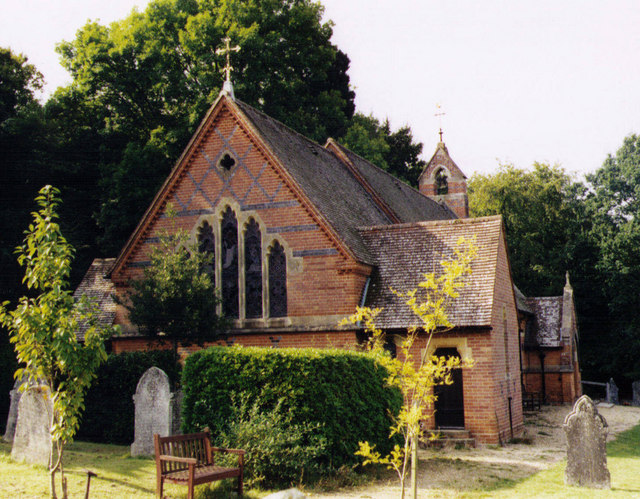
Christ Church, Emery Down, New Forest, église classée Grade 2, de 1864.
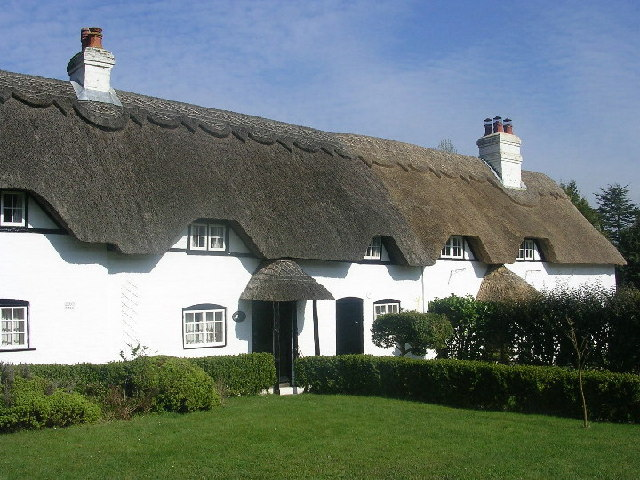
Cottages au toit de chaume à Swan Green.
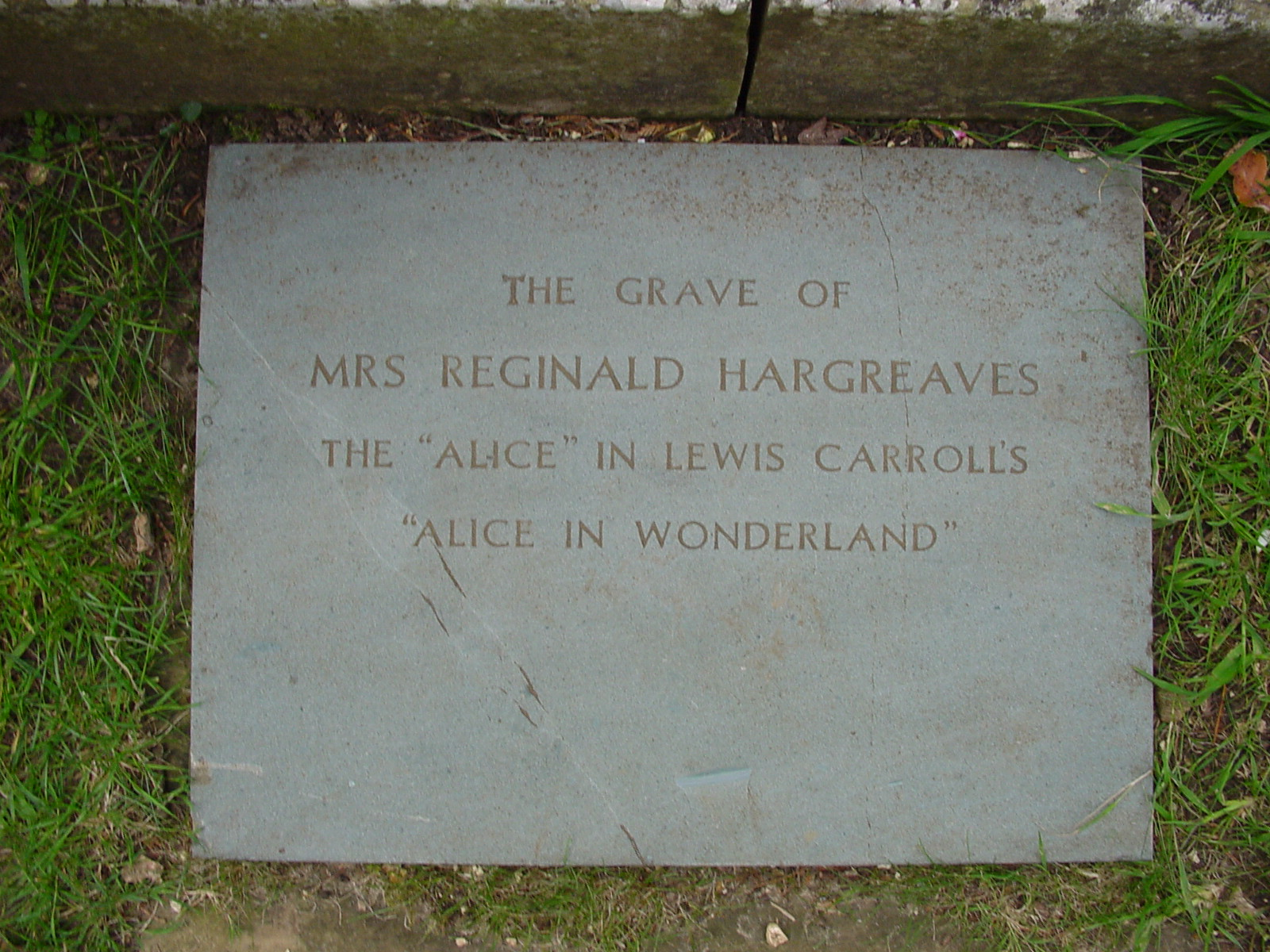
La tombe d'Alice Liddell à Lyndhurst.
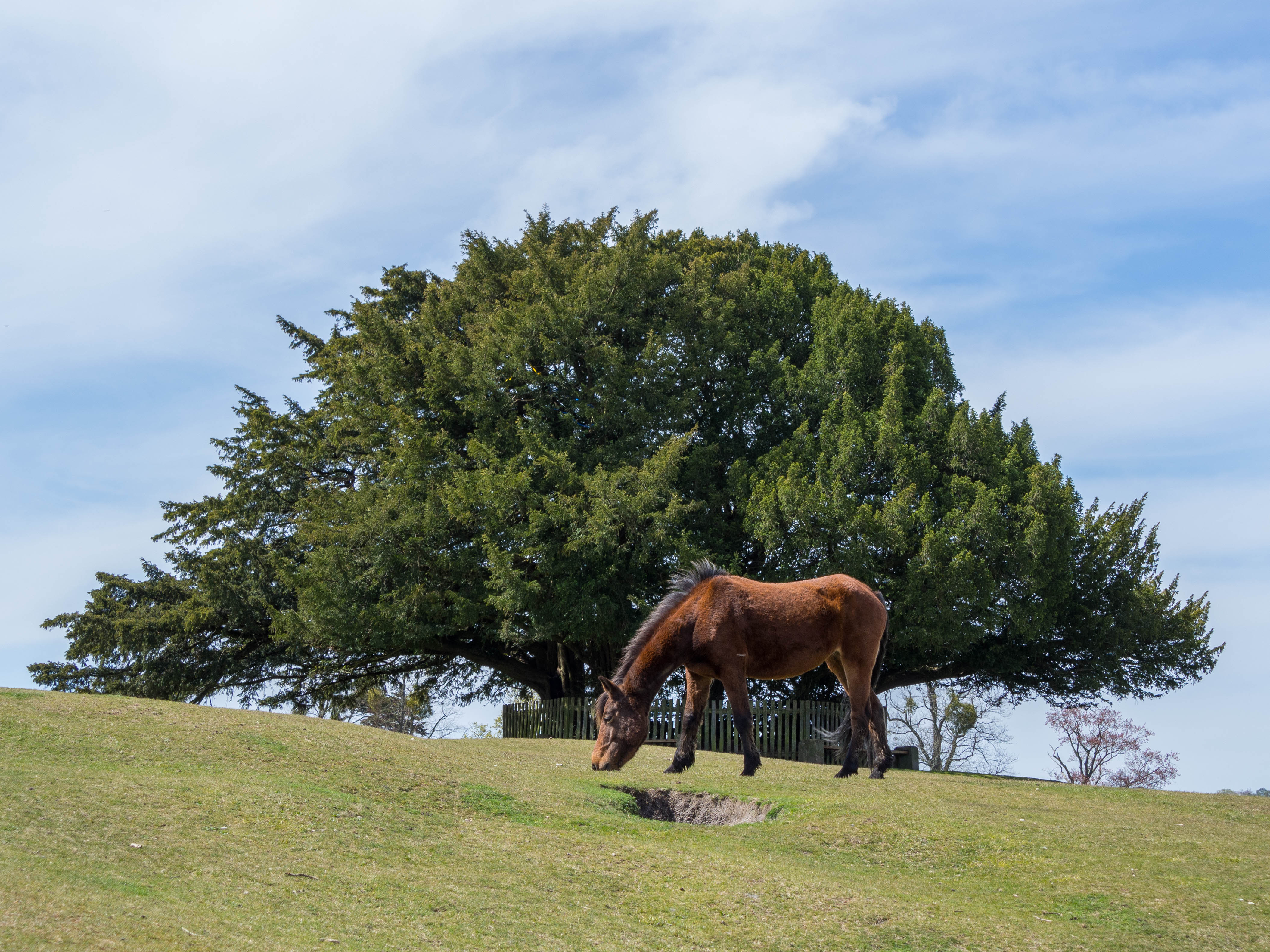
Bolton's Bench en bordure d'agglomération.

## Jumelages
Lyndhurst est jumelée avec :
- La Chevrolière (France)[3]